# Jean-Marie
Jean-Marie är ett mycket vanligt franskt mansnamn. Det är en sammansättning av franskans Jean, som motsvarar engelskans John och svenskans Jan, vilket torde vara ett av Europas vanligaste namn, och Marie som motsvarar engelskans Mary och svenskans Maria. Anledningen till sammansättningen av ett maskulint och feminint namn är troligen att när kristendomen kom till Södra Europa och man döpte sig tog man nya namn efter helgon, och då Jungfru Maria var så otroligt populär ville även männen kunna bära hennes namn, och som en kompromiss lade man alltså till hennes namn efteråt. På franska finns för kvinnor även motsvarigheter som Marie-Paule och Marie-Jeanne.

## Kända personer vid namn Jean-Marie
- Jean-Marie Le Pen
- Jean-Marie Lustiger